# سوهو (لندن)
سوهو هي إحدى مناطق مدينة وستمنستر، وهي جزء من ويست إند في لندن. كانت في الأصل منطقة عصرية للطبقة الأرستقراطية، وكانت واحدة من مناطق الترفيه الرئيسية في العاصمة منذ القرن التاسع عشر.
تم تطوير المنطقة من الأراضي الزراعية من قبل هنري الثامن في عام 1536، عندما أصبحت حديقة ملكية. أصبحت أبرشية في حد ذاتها في أواخر القرن السابع عشر، عندما بدأ تطوير المباني للطبقة العليا، بما في ذلك إنشاء ساحة سوهو في ثمانينيات القرن السادس عشر. تم إنشاء كنيسة القديسة آن في أواخر القرن السابع عشر، ولا تزال معلمًا محليًا هامًا. الكنائس الأخرى هي كنيسة سيدة العذراء وكنيسة القديس غريغوري وكنيسة القديس باتريك في ميدان سوهو. كانت الطبقة الأرستقراطية قد ابتعدت في الغالب بحلول منتصف القرن التاسع عشر، عندما تعرضت سوهو لضربة شديدة بسبب تفشي الكوليرا في عام 1854. اشتهرت سوهو في معظم القرن العشرين بأنها قاعدة لصناعة الجنس بالإضافة إلى حياتها الليلية وموقعه لمقرات كبرى شركات السينما. منذ الثمانينيات، خضعت المنطقة لتحديث كبير. إنها الآن في الغالب منطقة عصرية من المطاعم الفخمة والمكاتب الإعلامية، مع بقايا صغيرة فقط من أماكن صناعة الجنس. يتركز مجتمع المثليين في لندن في شارع أولد كومبتون في سوهو.
تنبع سمعة سوهو كمنطقة ترفيهية رئيسية في لندن من المسارح مثل مسرح طاحونة هوائية في شارع طاحونة هوائية عظيمة وريمون ريفويبار المملوك من قبل رجل الأعمال بول ريمون، ونوادي الموسيقى مثل نادي سرادق. يقع مقر استوديوهات ترايدنت في سوهو، وقد استضاف شارع الدنمارك القريب العديد من دور نشر الموسيقى ومحلات الأدوات الموسيقية من القرن العشرين فصاعدًا. تتركز صناعة السينما البريطانية المستقلة حول سوهو، بما في ذلك المقر البريطاني لشركة توينتيث سينشري فوكس ومكاتب المجلس البريطاني لتصنيف الأفلام. تشتهر المنطقة بالمطاعم منذ القرن التاسع عشر، بما في ذلك كيتنر القديم الذي زاره العديد من المشاهير. بالقرب من سوهو يوجد الحي الصيني بلندن، ويتركز في شارع جيرارد ويحتوي على العديد من المطاعم.

## الاسم
ظهر اسم «سوهو» لأول مرة في القرن السابع عشر. قد يكون الاسم مشتقًا من صرخة صيد سابقة. استخدم جيمس سكوت، دوق مونماوث الأول ، كلمة «سوهو» كنداء حاشد لرجاله في معركة سادجيمور في 6 يوليو 1685، بعد نصف قرن من استخدام الاسم لأول مرة لهذه المنطقة من لندن.
تمت إعادة استخدام اسم سوهو من قبل مناطق الترفيه والمطاعم الأخرى مثل منطقة ترفيه سوهو في هونغ كونغ والمنطقة الثقافية والتجارية في سوهو في مالقة. حي مدينة نيويورك في مدينة سوهو، مانهاتن، حصل على اسمه من موقعه جنوب شارع هيوستن، ولكنه أيضًا إشارة إلى سوهو في لندن.[بحاجة لمصدر] كان يُطلق على حي بيتسبرغ في أبتاون سابقًا اسم سوهو، بعد أن أطلق عليه مؤسسها على الأرجح اسم حي لندن حيث تلقى تعليمه.

## الموقع

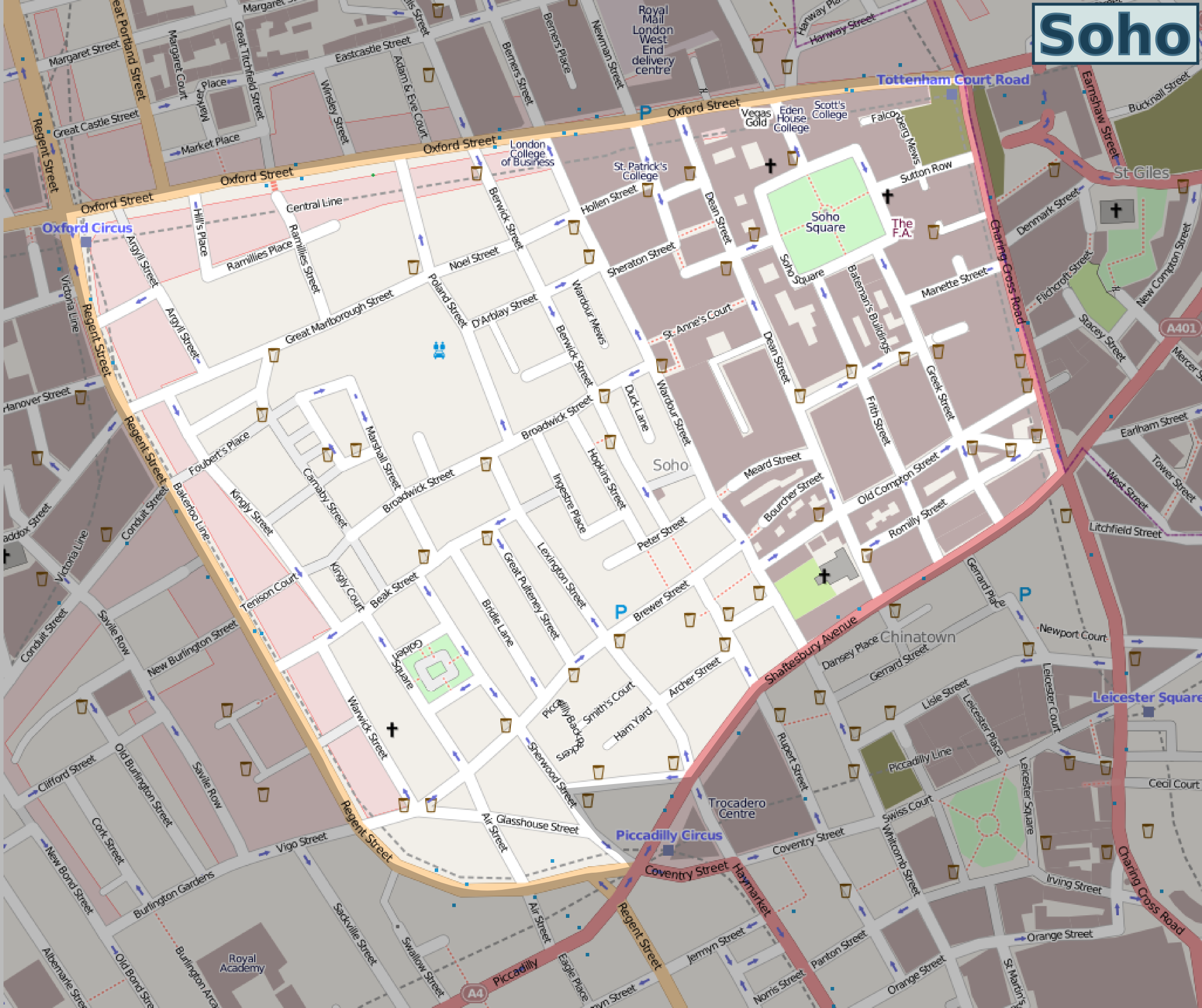
خريطة لمنطقة سوهو

تبلغ مساحة سوهو حوالي 1 ميل مربع (2.6 كيلومتر مربع)، ويحدها جادة شافتسبري من الجنوب، وشارع أكسفورد من الشمال، وشارع ريجنت من الغرب، وطريق تشارينغ كروس من الشرق. ومع ذلك، بصرف النظر عن شارع أكسفورد، فإن كل هذه الطرق عبارة عن تحسينات حضرية تعود إلى القرن التاسع عشر، ولم تكن سوهو أبدًا وحدة إدارية بحدود محددة رسميًا. تُعرف المنطقة الواقعة إلى الغرب باسم مي فير، ومن الشمال فيتزروفيا، ومن الشرق سانت جايلز وكوفنت غاردن، وإلى الجنوب من سانت جيمس. وفقًا لجمعية سوهو، الحي الصيني، فإن المنطقة الواقعة بين ليستر سكوير إلى الجنوب وشافتسبري أفينيو إلى الشمال هي جزء من المنطقة. سوهو جزء من الدائرة الانتخابية في ويست إند والتي تنتخب ثلاثة أعضاء في مجلس مدينة وستمنستر.
أقرب محطات لمترو أنفاق لندن هي أكسفورد سيركس وبيكاديللي سيركس وتوتنهام كورت رود وليستر سكوير وكوفنت جاردن.

## تاريخ

### التاريخ المبكر
خلال العصور الوسطى، كانت المنطقة الموجودة حاليًا في سوهو عبارة عن أرض زراعية تخص رئيس دير أبينجدون ودير مستشفى بيرتون سانت لازار في ليسترشير، الذي كان يدير مستشفى الجذام في سانت جايلز في الحقول.[بحاجة لمصدر] في عام 1536م، أخذ هنري الثامن الأرض كحديقة ملكية لقصر وايتهول. المنطقة الواقعة جنوب ما هو الآن شارع شافتسبري لم تبقى في حيازة التاج لفترة طويلة؛ باعت ماري الأولى حوالي 7 أفدنة (2.8 هكتار) في عام 1554، وتم بيع معظم الباقي بين عامي 1590 و1623. بقي جزء صغير من الأرض مساحته 2 فدان (0.81 هكتار)، حتى باعه تشارلز الثاني في عام 1676.
في ستينيات القرن السادس عشر، انتقلت ملكية سوهو فيلدز إلى هنري جيرمين، إيرل سانت ألبانز الأول، الذي استأجر 19 فدانًا من أصل 22 فدانًا (89000 متر مربع) من الأرض إلى جوزيف جيرل. حصل على إذن لتطوير الممتلكات وسرعان ما مرر عقد للإيجار والتطوير إلى عامل البناء ريتشارد فريث. مُنح ويليام الثالث الكثير من الأراضي في عام 1698 بالتملك الحر إلى ويليام بنتينك، إيرل بورتلاند الأول، بينما تم بيع الجزء الجنوبي من سوهو جزئيًا في القرنين السادس عشر والسابع عشر، جزئياً إلى روبرت سيدني، إيرل ليستر.
كانت منطقة سوهو جزءًا من أبرشية سانت مارتن القديمة في الحقول، وتشكل جزءًا من ليبرتي أوف وستمنستر. عندما بدأ السكان في النمو، تم إنشاء كنيسة جديدة وفي عام 1687 تم إنشاء أبرشية جديدة للقديسة آن. امتدت الأبرشية من شارع أكسفورد في الشمال إلى ليستر سكوير في الجنوب ومن ما يعرف الآن بطريق تشارينغ كروس في الشرق إلى شارع وردور في الغرب. وبالتالي، فقد شملت كل شرق سوهو المعاصرة ، بما في ذلك منطقة الحي الصيني. كان الجزء الغربي من سوهو الحديثة، حول شارع كارنابي، جزءًا من أبرشية سانت جيمس، التي انفصلت عن سانت مارتن في عام 1686.

### ارتقاء المنطقة
تقدم البناء بسرعة في أواخر القرن السابع عشر، مع مباني كبيرة مثل منزل مونماوث (بني لجيمس سكوت، دوق مونماوث الأول، ابن تشارلز الثاني الأكبر غير الشرعي)، منزل ليستر، منزل فوكونبيرج، منزل كارلايل ونيوبورت هاوس.
تم تصميم ميدان سوهو لأول مرة في ثمانينيات القرن السابع عشر في سوهو فيلدز السابقة. بنى فيرث أول منزل حول الساحة، وبحلول عام 1691، تم الانتهاء من 41 منزلًا. كانت تسمى في الأصل ساحة الملك تكريما لتشارلز الثاني، وكان يوجد تمثال له في الوسط. انتقلت العديد من عائلات الطبقة العليا إلى المنطقة، بما في ذلك عائلات ريتشارد جراهام، فيكونت بريستون الأول، وإدوارد هوارد، إيرل كارلايل الثاني. أصبحت الساحة تُعرف باسم ميدان سوهو بحلول عام 1720، وفي ذلك الوقت كان لديه منازل عصرية على جميع الجوانب. فقط المبنيان رقم 10 ورقم 15 هما اللذان نجيا حتى القرن الحادي والعشرين.

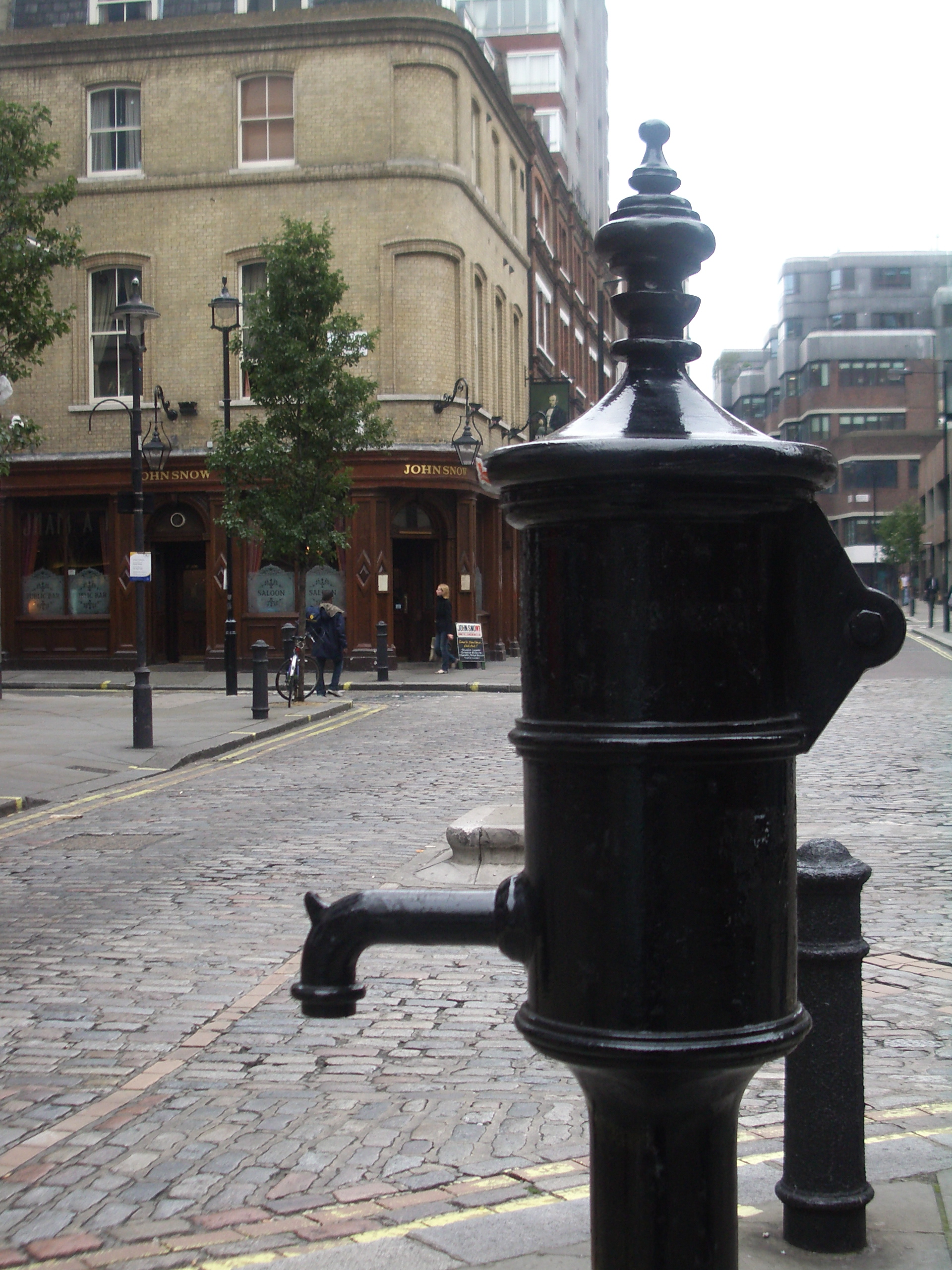
نصب جون سنو التذكاري، والحانة تظهر في الخلفية

على الرغم من أن إيرلات ليستر وبورتلاند كانا يقصدان أن تكون سوهو مأهولة من الطبقة العليا مقارنة ببلومزبري ومارليبون ومايفير، إلا أنها لم تتطور على هذا النحو. بدأ المهاجرون في الاستقرار في المنطقة من حوالي عام 1680 فصاعدًا، ولا سيما الهوغونوت الفرنسيون بعد عام 1688. وأصبحت المنطقة تُعرف باسم الحي الفرنسي في لندن. تم تأسيس الكنيسة الفرنسية في ميدان سوهو من قبل الهوغونوتيون وافتتحت في 25 مارس 1893، مع واجهة من الطوب الملون والطين المحروق والتي تم تصميمها من قبل أستون ويب.

### تفشي الكوليرا
كانت دراسة الدكتور جون سنو عن تفشي الكوليرا في عام 1854 في سوهو حدثاً مهماً في تاريخ علم الأوبئة والصحة العامة. حدد سبب تفشي المرض على أنه مياه من المضخة العامة عند تقاطع شارع برود (الآن شارع برودويك) وشارع كامبريدج (شارع ليكسينغتون الآن)، بالقرب من الجدار الخلفي لما يعرف اليوم بحانة جون سنو.

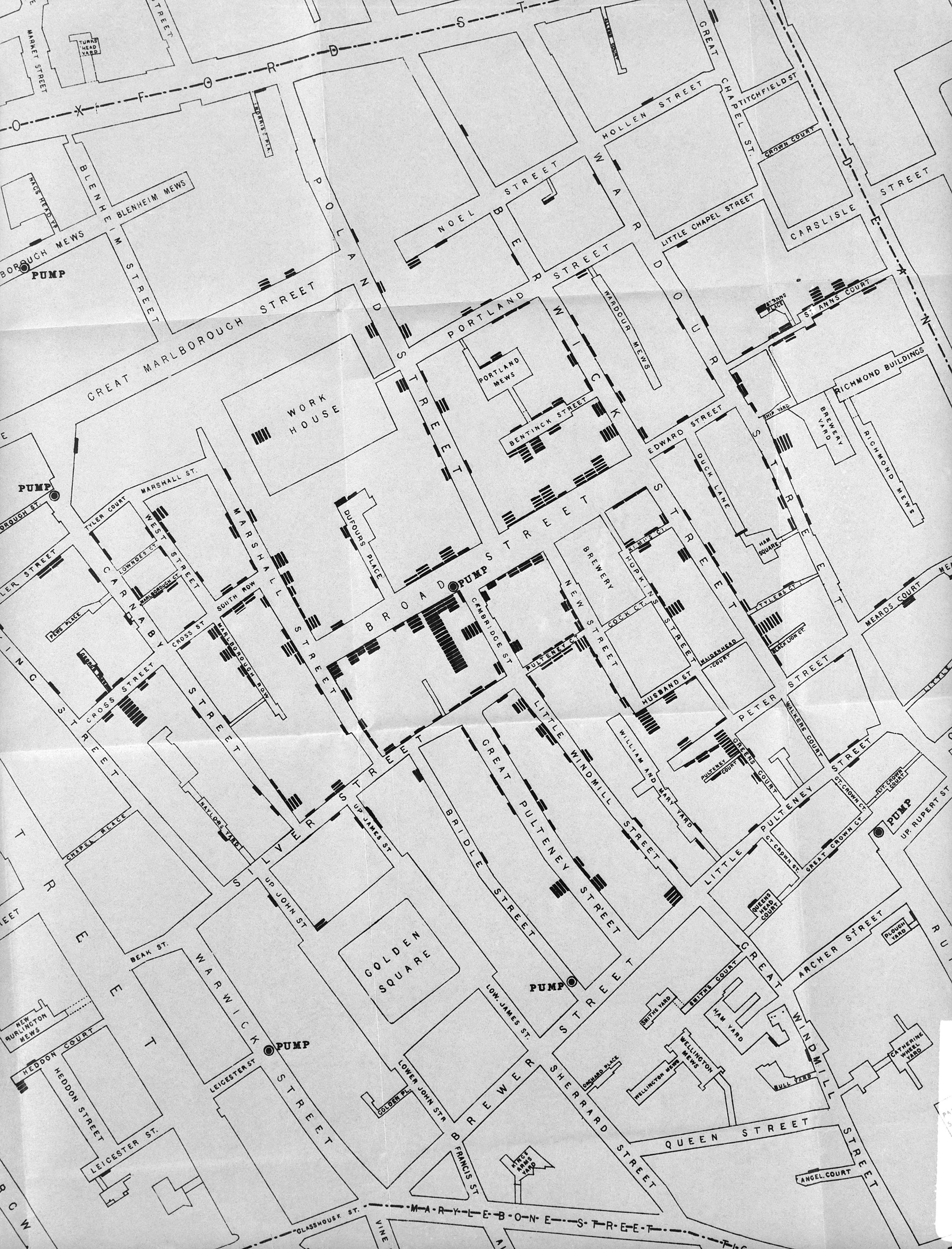
خريطة توضح وفيات الكوليرا في منطقة سوهو في عام 1854

رسم سنو خرائط لعناوين المرضى وأشار إلى أنهم في الغالب كانوا أشخاصًا كانت أقرب وسيلة لهم للوصول إلى المياه هي مضخة برود ستريت. وأقنع السلطات بإزالة مقبض المضخة، وبالتالي منع تجميع المزيد من المياه الملوثة. تبين لاحقًا أن الينبوع الموجود أسفل المضخة ملوث بمياه الصرف الصحي. هذا مثال مبكر لعلم الأوبئة وطب الصحة العامة وتطبيق العلم - نظرية جرثومة المرض - في أزمة من واقع الحياة. كتب الكاتب العلمي ستيفن جونسون عن التغييرات المتعلقة بتفشي الكوليرا، وأشار إلى أنه تم استبدال كل مبنى تقريبًا كان موجودًا في الشارع في عام 1854 منذ ذلك الحين.[بحاجة لمصدر] تم إنشاء نسخة طبق الأصل من المضخة، مع لوحة تذكارية وبدون مقبض (للدلالة على عمل سنو لوقف تفشي المرض) في عام 1992 بالقرب من الموقع الأصلي.

### الانحدار
بحلول منتصف القرن الثامن عشر، انتقل الأرستقراطيين الذين كانوا يعيشون في ميدان سوهو أو شارع جيرارد بعيدًا، حيث أصبحت المزيد من المناطق العصرية مثل مايفير متاحة. كتب المؤرخ والطوبوغرافي ويليام ميتلاند أن الأبرشية «تزخر بالفرنسيين بشكل كبير مما يجعل الغريب يظن نفسه في فرنسا». سمات منطقة سوهو هذه تنبع جزئياً من الإهمال اللاحق من قبل لندن الغنية والعصرية، إلى جانب قلة إعادة تطوير المنطقة بالمقارنة بالمناطق المجاورة.
اختفت الطبقة الأرستقراطية في الغالب من سوهو بحلول القرن التاسع عشر، لتحل محلها البغايا وقاعات الموسيقى والمسارح الصغيرة. زاد عدد السكان بشكل ملحوظ، حيث وصل إلى 327 نسمة لكل فدان بحلول عام 1851، مما يجعل المنطقة واحدة من أكثر المناطق كثافة سكانية في لندن. أصبحت المنازل مقسمة إلى مساكن مع انتشار مزمن لاكتظاظ السكان والمرض. تسبب تفشي الكوليرا عام 1854 في مغادرة أسر الطبقة العليا المتبقية من المنطقة. تم بناء العديد من المستشفيات للتعامل مع المشكلة الصحية؛ ستة مستشفيات شيدت بين عامي 1851 و 1874. الأعمال التجارية التي لها علاقة بتلبية الاحتياجات المنزلية الأساسية بدأت تنتشر في نفس الوقت.

تحسنت تجارة المطاعم في سوهو بشكل كبير في أوائل القرن العشرين. أدى بناء المسارح الجديدة على طول شارع شافتسبري وشارينغ كروس رود إلى تحسين سمعة المنطقة، وأصبح تناول وجبة لرواد المسارح أمرًا شائعًا. ازدادت شعبية الحانات في سوهو خلال ثلاثينيات القرن الماضي وامتلأت بالمؤلفين والشعراء والفنانين المكافحين.

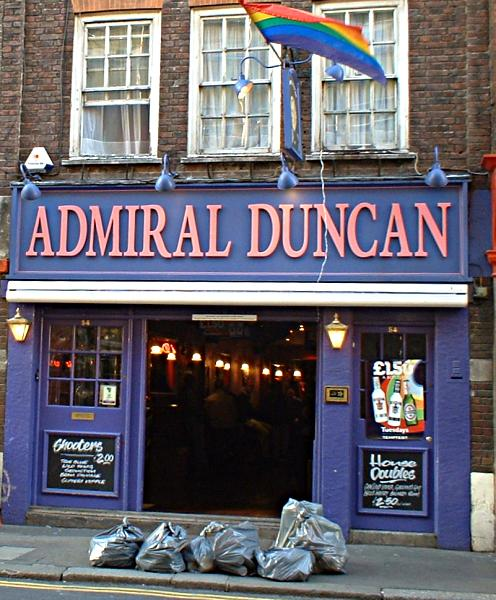
حانة أدميرال دونكان، علامة بارزة في منطقة سوهو، ومكان تفجير قنبلة مسمارية بسوهو عام 1999

### التاريخ الحديث
منذ تراجع صناعة الجنس في سوهو في الثمانينيات، عادت المنطقة لتصبح سكنية أكثر. تأسست جمعية سوهو للإسكان في عام 1976 لتوفير سكن مستأجر معقول. بحلول القرن الحادي والعشرين، زادت عدد الشقق في المنطقة حوالي 400 شقة. تم تجديد كنيسة سانت آن في شارع دين بعد عقود من الإهمال، وتم إنشاء متحف في سوهو.
في 30 أبريل 1999، تعرضت حانة أدميرال دونكان في شارع أولد كومبتون، والتي تخدم مجتمع المثليين، للضرر بسبب قنبلة مسمارية، والتي خلفت ثلاثة قتلى و 30 مصابًا. القنبلة هي الثالثة التي زرعها ديفيد كوبلاند، وهو نازي جديد كان يحاول إثارة توترات عرقية وضد المثليين من خلال تنفيذ سلسلة من التفجيرات.

## خصائص المكان

### المسرح والأفلام
تقع منطقة سوهو بالقرب من قلب منطقة المسرح في لندن. فهي موطن مسرح سوهو، الذي بني عام 2000 لتقديم مسرحيات جديدة.

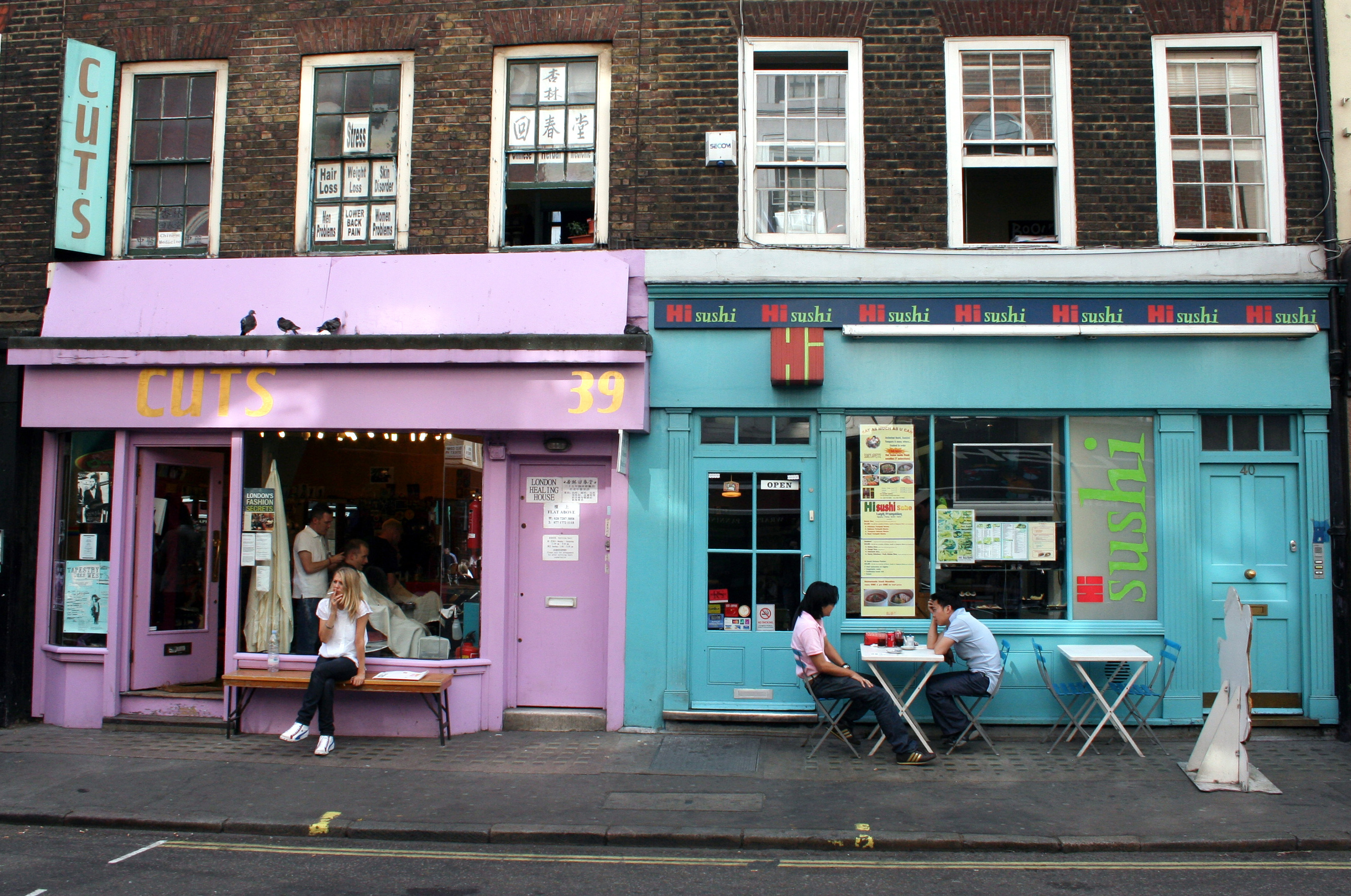
واجهة محل ملونة في شارع خلفي تقليدي في منطقة سوهو، لندن

كان مسرح ويندميل قائمًا في شارع جرايت ويندميل، وتم تسميته على اسم طاحونة هوائية في هذا الموقع الذي تم هدمها في القرن الثامن عشر. تم افتتاحه في البداية باسم باليه دي لوكس (Palais de Luxe) في عام 1910 كسينما صغيرة، لكنه لم يكن قادرًا على التنافس مع أماكن أكبر وتم تحويله إلى مسرح بواسطة هوارد جونز. أعيد افتتاحه في ديسمبر 1931، لكنه كان لا يزال غير ناجح. في عام 1932، قدم المدير العام فيفيان فان-دام عرضًا متنوعًا بدون توقف طوال فترة ما بعد الظهر والمساء. اشتهر المسرح برسوم التابلوه العارية، حيث كان على العارضات أن يظللن بلا حراك لتجنب قوانين الرقابة المعمول بها آنذاك. ادعى المسرح أنه، بصرف النظر عن الإغلاق الإجباري بين 4 و 16 سبتمبر 1939، كان المسرح الوحيد في لندن الذي لم يغلق خلال الحرب العالمية الثانية، مما أدى إلى استخدام شعار «لم نغلق أبدًا». بدأ العديد من الكوميديين البارزين بما في ذلك هاري سيكومب وجيمي إدواردز وتوني هانكوك حياتهم المهنية في ويندميل. أغلق المسرح في 31 أكتوبر 1964 وتحول مرة أخرى إلى سينما.

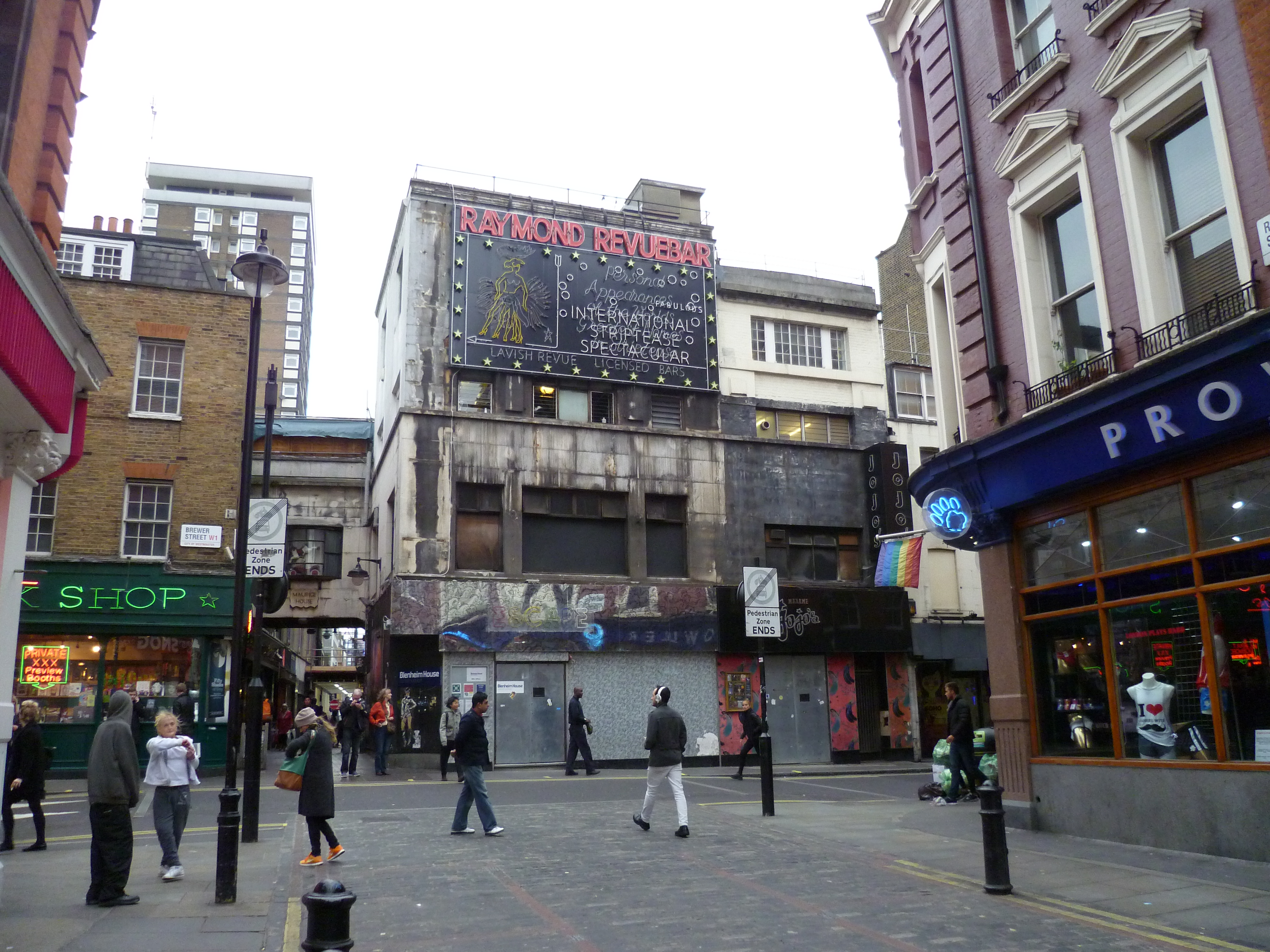
واجهة رايموند ريفوبر في عام 2015

كان رايموند ريفوبر الكائن في رقم 11 بشارع واكرز كورت مسرحًا صغيرًا متخصصًا في التعري والرقص العاري. كان مملوكة لبول ريموند وافتتح في عام 1958. كانت توجد على الواجهة لافتة مضاءة بشكل ساطع تعلن أنها «المركز العالمي للترفيه الجنسي». اشترى ريموند لاحقًا عقد إيجار ويندميل وأدارها كمكان «للترفيه العاري» حتى عام 1981. أصبح الطابق العلوي معروفًا باسم بوليفارد ثياتر وفي عام 1980 تم اعتماده كنادي كوميدي يسمى ذا كوميك ستريب (The Comic Strip) من قِبل مجموعة صغيرة من الكوميديين البديلينK بما في ذلك ريك مايال، دون فرينش، جينيفر سوندرز، أليكسي سايل، وأدريان إدموندسون، قبل أن يُلاقوا تقديراً أوسع نطاقًا في مسلسل ذا كوميك ستريب بريزنتس (The Comic Strip Presents) على القناة الرابعة. تم شراء اسم المسرح والتحكم فيه (ولكن ليس العقار نفسه) من قبل شريك أعمال ريموند، جيرار سيمي، في عام 1996. عانى المسرح من صعوبات مالية بسبب زيادة الإيجار، مما أدى إلى إغلاقه في عام 2004. أصبح مكانًا للمثليين وملهى يسمى Too2Much؛ في عام 2005، أقام إلتون جون هناك حفلة توديع عزوبية مشتركة مع شريكه منذ فترة طويلة ديفيد فورنيش استباقاً لاتحادهم المدني. تم تغيير اسم المكان لاحقًا إلى سوهو ريفنيو بار (Soho Revue Bar)، ولكن تم إغلاقه في عام 2009.
منطقة سوهو هي مركز صناعة الأفلام والفيديو المستقلة، بالإضافة إلى صناعة ما بعد الإنتاج التلفزيوني والأفلام. افتتح ثنائي الإنتاج الصوتي وايت لايتنج (روبي ويستون و ريك دزينزرا) اثنين من مرافق الإنتاج الصوتي في أجزاء مختلفة من سوهو في عام 1986: «سيلك ساوند» في 13 شارع بيرويك و «ذا بريدج فاسيليتيز» في 55-57 شارع جرايت مارلبورو. لا يزال «سيلك ساوند» قيد التشغيل، ولكن تم بيع «ذا بريدج» إلى ميلوكو ستوديوز في عام 2009، وتم نقله إلى مجمع أورينيكو في 36 شارع ليروي في لندن الكبرى. افتتح «وايت لايتنج» أيضًا استوديوًا ثالثًا في 16 شارع ديفور بلاس، يُسمى «سبيس فاسيليتيز»، في أواخر عام 1995 ، لكنه أغلق في نفس العام الذي تم فيه بيع «ذا بريدج». تم بناء «توينتيث سينشوري هاوس» في ميدان سوهو في عام 1937 لصالح شركة توينتيث سينشوري فوكس. يقع مقر المجلس البريطاني لتصنيف الأفلام، المعروف سابقًا باسم المجلس البريطاني لمراقبي الأفلام ، في ساحة سوهو منذ عام 1950. تدير سوهونت شبكة اتصالات الألياف الرئيسية في سوهو منذ عام 1995، والتي تربط مجتمع وسائل الإعلام ومرافق ما بعد الإنتاج في سوهو باستوديوهات الأفلام البريطانية مثل باينوود وشيبيرتون، إلى جانب مواقع أخرى في جميع أنحاء العالم تشمل إتش بي أو وورنر برذرز. في عام 2010، أظهر بحث أجراه مجلس مدينة ويستمنستر أن 23 في المائة من القوى العاملة في سوهو تعمل في الصناعات الإبداعية.

### المطاعم والنوادي
تم إنشاء العديد من المطاعم والمقاهي الصغيرة وذات الأسعار المعقولة في سوهو خلال القرن التاسع عشر، خاصة نتيجة الهجرة اليونانية والإيطالية. لم يتم النظر إلى المطاعم بشكل إيجابي في البداية، ولكن تغيرت سمعتها في بداية القرن العشرين. في عام 1924، أفاد دليل بأنه «في السنوات الأخيرة، تمتعت المطاعم الرخيصة في سوهو برواج غير عادي.» الكاتب الصحفي آرثر رانسوم ذكر في كتابه بوهيميا في لندن (1907) منطقة سوهو قديماً وحديثاً، بما في ذلك تفاصيل حول مقاهي سوهو بما في ذلك «الكافيه المغربي» و«الجزائري».

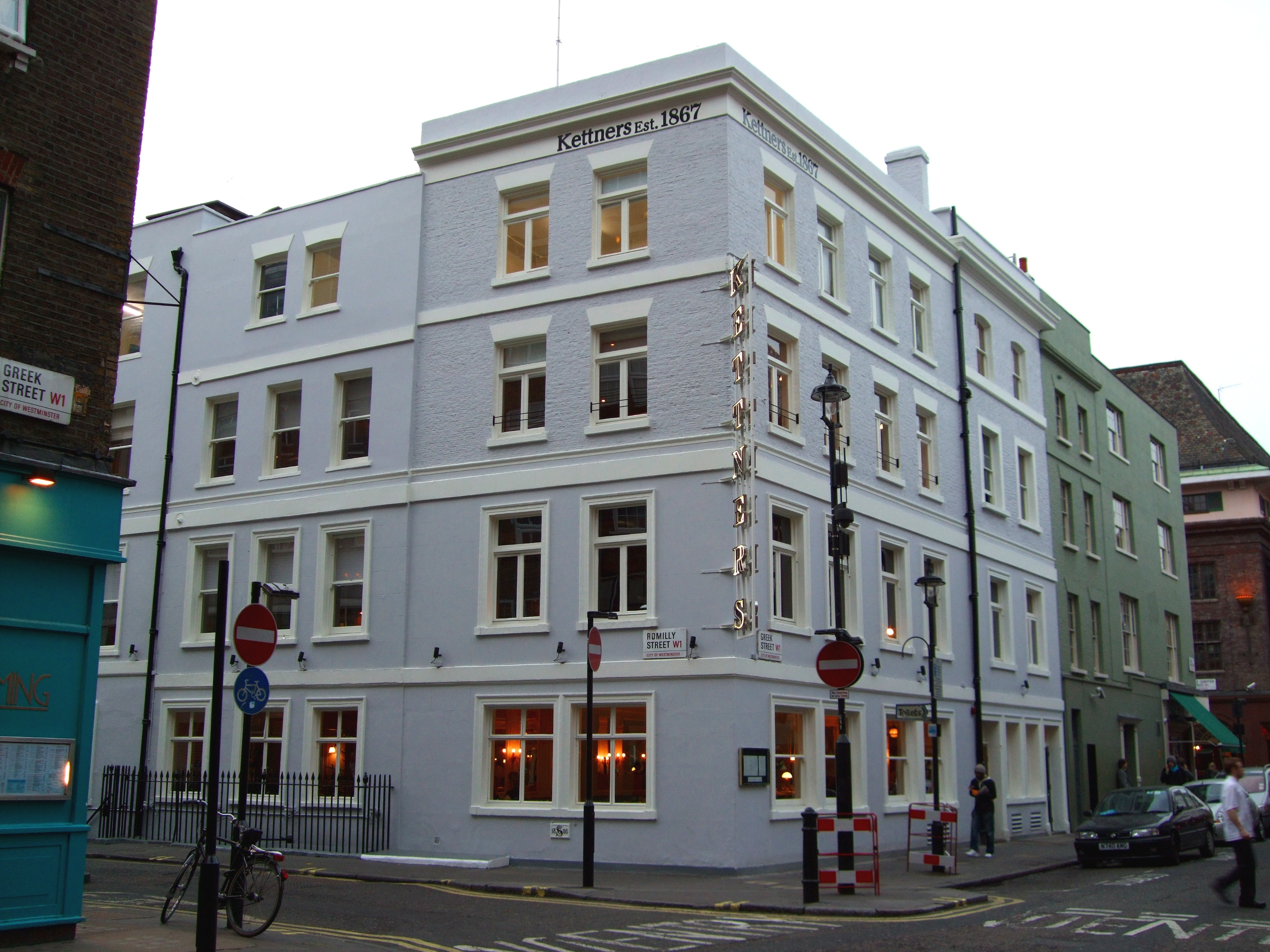
مطعم كيتنرز

كان كيتنرز مطعمًا في شارع روميلي، تم إنشاؤه في عام 1867 من قبل رئيس طهاة نابليون الثالث أوغست كيتنر. وكثيرا ما زاره ألبرت، أمير ويلز وقتها (حيث يُزعم أنه تناول العشاء مع عشيقته ليلي لانغتري) وأوسكار وايلد. نجا المطعم من الحربين العالميتين دون وقوع حوادث، وكان يزوره بانتظام أجاثا كريستي وبينغ كروسبي.
في القرن العشرين، اكتسبت العديد من حانات سوهو والنوادي الخاصة سمعة سيئة لملّاكها وروادها على حد سواء. يقول كلايف جينينغز عن الرواد المنتظمين مثل جيفري بارنارد وفرانسيس بيكون أن «المثلث الفتاك من حانة ذا فرينش، وحانة ذا كوتش اند ذا هورسيز، وحانة ذا كولوني، كان نقطة انطلاق للحركة في شارع دين، مع غزوات عرضية لأماكن أخرى مثل ذا جارجويل أو ماندريك ... جروشو أو لاكس». يلاحظ كريستوفر هوس عن زمرة من يشربون الخمر بكثرة من البوهيميين أنه «لم يكن هناك قلق بشأن المعاشات التقاعدية في سوهو. لم يعش الناس لمثل هذه المدة طويلة.»
افتُتح نادي جارجويل في 69 شارع دين في عام 1925. تم تأسيسه من قبل شخص اجتماعي الهون ديفيد تينانت كمكان يمكن للكتاب والفنانين والموسيقيين فيه الاختلاط بالطبقة العليا وتناول الطعام والشراب بأسعار معقولة على مدى العقود الثلاثة القادمة. في مايو 1979، بدأ نادي جارجويل في استضافة ليلة ترفيهية أسبوعية يوم السبت تسمى «كوميدي ستور» في أعلى غرفة بالمبنى، مما أذاع صيت العديد من «الكوميديين البديلين» القادمين في المملكة المتحدة. من بين الروادالأصليين كان هناك أليكسي سيل و ريك مايال و أدريان إدموندسون الذين انفصلوا في عام 1980 لتأسيس فريق «كوميك ستريب». أدى نجاح جارجويل والرواد البوهيميين إلى إنشاء مطاعم أخرى حول منطقة سوهو، بما في ذلك برج إيفل و بيللوتيس.
خلال السبعينيات من القرن الماضي، كان المبنى الواقع في 69 شارع دين يضم مكانًا ليليًا آخر في أقبيته، كان يُعرف في البداية باسم بيلي ويديره مالك النادي الجامايكي الوحيد في سوهو، فينس هوارد. التقى ذا بليتز كيدز (The Blitz Kids) في بيليز، وهم مجموعة لندنية من محبي ارتياد النوادي الذين قادوا الحركة الرومانسية الجديدة في أوائل الثمانينيات. غير النادي اسمه إلى غوسيب وأصبح جزءًا من تراث نوادي لندن من خلال إقامة عدة ليالي ترفيهية أسبوعية التي أثرت في الموسيقى والأزياء البريطانية خلال الثمانينيات.
شارع جيرارد هو مركز الحي الصيني في لندن، ومع شارع ليزلي وشارع ليتل نيوبورت، يضموا مزيجًا من شركات الاستيراد ومحلات الأطعمة الشرقية والمطاعم. تقام مهرجانات في الشوارع على مدار العام، ولا سيما في العام الصيني الجديد.

### الراديو
راديو سوهو هي محطة إذاعية عبر الإنترنت تقع في شارع جرايت ويندميل بجوار مسرح ويندميل. منذ مايو 2014، تقوم ببث برامج مباشرة ومسجلة مسبقًا من مقرها، والذي يستخدم أيضًا كمحل بيع بالتجزئة ومقهى. تذكر المحطة على موقعها على الإنترنت أنها تهدف إلى «عكس ثقافة سوهو من خلال المحتوى النابض بالحياة والمتنوع». لا توجد سياسة لتشغيل قوائم الأغاني، ويسمح للمقدمين بتشغيل أي موسيقى يحبونها. في عام 2016، تم التصويت عليها في جوائز ميكس كلاود كأفضل محطة إذاعية في العالم  للراديو على الإنترنت.

### الدين

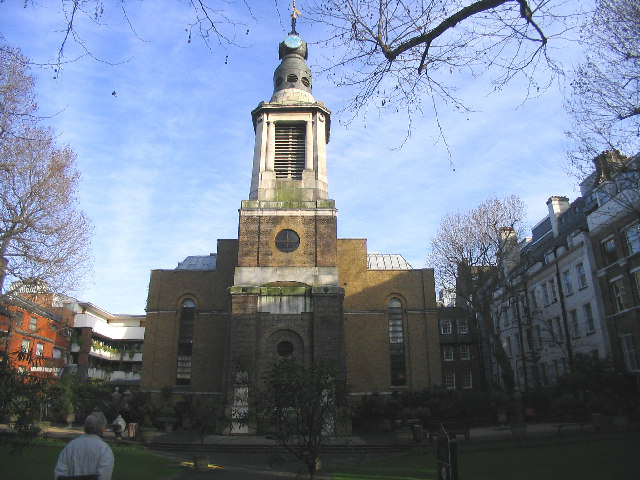
كنيسة سانت آن

منطقة سوهو هي موطن للعديد من الجماعات الدينية والروحية. بُنيت كنيسة القديسة آن في شارع وردور بين عامي 1677 و1686، ربما وفقًا لتصميم السير كريستوفر رين أو ويليام تالمان. تم بناء برج إضافي في عام 1717 من قبل تالمان وأعيد بناؤه في عام 1803. تضررت الكنيسة من صاروخ في-1 خلال الحرب العالمية الثانية في عام 1940، لكن البرج نجا. في عام 1976، قام جون بيتجمان بحملة لإنقاذ المبنى. تم ترميم الكنيسة بالكامل في أواخر الثمانينيات وأعادت الأميرة الملكية افتتاحها رسميًا في 12 مارس 1990. تم بناء كنيسة السيدة العذراء والقديس غريغوري في شارع وارويك في عام 1788 وهي الكنيسة الوحيدة المتبقية من القرن الثامن عشر للطائفة الرومانية الكاثوليكية في لندن. تم بناء كنيسة القديس باتريك في ميدان سوهو عام 1792 لاستيعاب المهاجرين الأيرلنديين الذين انتقلوا إلى المنطقة.
تشمل المباني الدينية الأخرى في سوهو معبد هاري كريشنا قبالة ميدان سوهو، والذي تم تمويله جزئيًا من قبل جورج هاريسون وافتتح في عام 1979. أثار مسجد صغير في شارع بيرويك جدلاً في عام 2016 عندما توقف عن قبول النساء بسبب مشاكل في قدرته الاستيعابية. تقع الكنيسة البروتستانتية الفرنسية في لندن، وهي الوحيدة من نوعها في المدينة والتي شُيدت على الطراز القوطي الفلمنكي، في رقم 8-9 ميدان سوهو منذ عام 1893.

### الصحة
تم إنشاء المستشفى الوطني لأمراض القلب والشلل في رقم 32 سوهو سكوير في عام 1874. كان العقار مملوكًا سابقًا لعالم الطبيعة وعالم النبات السير جوزيف بانكس. انتقلت المستشفى إلى شارع ويستمورلاند في عام 1914، ثم إلى طريق فولهام في عام 1991.
في يوليو 2019، ورد أن سوهو هي أكثر الأماكن غير الصحية للعيش في بريطانيا. وجد باحثون من جامعة ليفربول أن المنطقة تتمتع بأكبر قدر من الوصول إلى الوجبات السريعة والحانات ومحلات بيع المشروبات الكحولية، بالإضافة إلى المستويات العالية من تلوث الهواء وقلة عدد الحدائق والمساحات الخضراء.

### الموسيقى

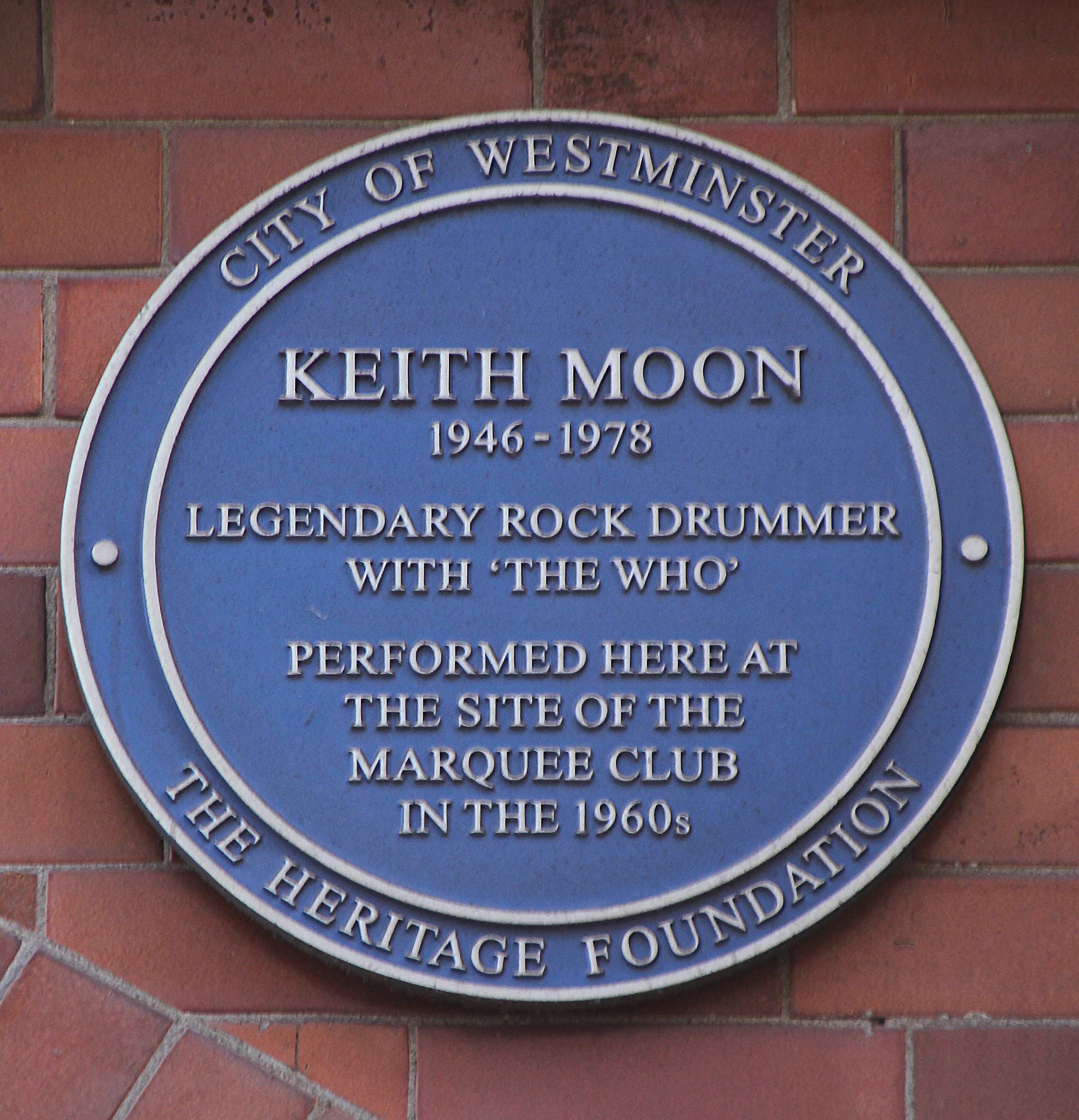
لوحة زرقاء في موقع نادي ماركي في شارع وردور، سوهو، لإحياء ذكرى أداء كيث مون هناك مع ذا هو

يمكن إرجاع الحياة الموسيقية في سوهو إلى عام 1948 و كلوب إيليفن (Club Eleven)، الذي يُعتبر عمومًا أول مكان يتم فيه أداء موسيقى الجاز الحديثة، أو البيبوب، في المملكة المتحدة. تم إغلاقه في عام 1950 بعد حملة ضد المخدرات. كان «هارموني إن» مكانًا لتجمع الموسيقيين في شارع آرتشر الذين كانوا يعملون خلال الأربعينيات والخمسينيات من القرن الماضي.
تم افتتاح نادي كن كويلر باند 51، وهو نادي لموسيقى الجاز التقليدية ، في شارع جريت نيوبورت في عام 1951. أنشأ عازف الجيتار في موسيقى البلوز وعازف الهارمونيكا سيريل ديفيز وعازف الجيتار بوب واتسون مركز سكيفل لندن، أول نادي سكيفل في لندن، في الطابق الأول من حانة راوندهاوس في شارع وردور في عام 1952. وأعيد تسميته إلى «لندن بلوز اند باريلهاوس كلوب» في أواخر الخمسينيات من القرن الماضي، وأغلق في عام 1964.
في أوائل الخمسينيات من القرن الماضي، أصبحت سوهو مركزًا لثقافة البيتنيك في لندن. أول مقهى افتتح كان موكا في رقم 29 شارع فريث. تم افتتاحه رسميًا في عام 1953 من قبل النجمة السينمائية جينا لولوبريجيدا، وكانت القهوة ذات الرغوة المنتجة من الآلات الفولاذية رائدة في الثقافة البريطانية. مقهى لو ماكابر في شارع وردور، الذي كان لديه طاولات على شكل نعش، يشجع على إلقاء الشِعر، ورقص الجيف والنقاش السياسي. كان ذا جوينجز اون، في شارع آرتشر، ناديًا مسائياً يوم الأحد نظمه الشاعر بيت براون، والذي كان نشطاً في منتصف الستينيات. بالنسبة لبقية الأسبوع، كان المكان يعمل كمقر غير قانوني للقمار. عزفت فرقة بينك فلويد في النادي في بداية مسيرتهما الغنائية.
كان ذا تو آيز كوفي بار أحد نوادي الروك الأولى في أوروبا. تم افتتاحه في البداية في رقم 44 شارع جيرارد في عام 1956، لكنه سرعان ما انتقل إلى مكانه الأكثر شهرة رقم 59 شارع أولد كومبتون. سوهو سرعان ما أصبحت مركز حياة الروك الوليدة في لندن. تضمنت الأندية «نادي فلامنجو»، والذي كان يزوره جورجي فيم بانتظام، و«رونان أورايليز ذا سين»، الذي افتتح في عام 1963 واهتم بحركة مود الثقافية بحضور منتظم من بعض الرواد بما في ذلك ستيف ماريو وأندرو لوغ أولدهام، ونوادي الجاز مثل «روني سكوت»، الذي افتتح في عام 1959 في 39 شارع جيرارد وانتقل إلى 47 شارع فريث في عام 1965.
كان شارع وردور في سوهو موطنًا لنادي ماركي، الذي افتتح في عام 1958. وفي الستينيات، عزفت العديد من فرق الروك الكبرى في المكان، بما في ذلك العروض المبكرة لرولينج ستونز في يوليو 1962 و ذا هو في أواخر عام 1964، جيمي هندريكس، ديفيد بوي، ليد زبلين، بينك فلويد، جيثرو تال، إيه سي/دي سي، وأيرون مايدن. عاش كل من إريك كلابتون وبريان جونز لبعض الوقت في سوهو ، وتقاسموا شقة مع الذي سيصبح في المستقبل وكيل إعلامي لموسيقى الروك، توني براينسبي.

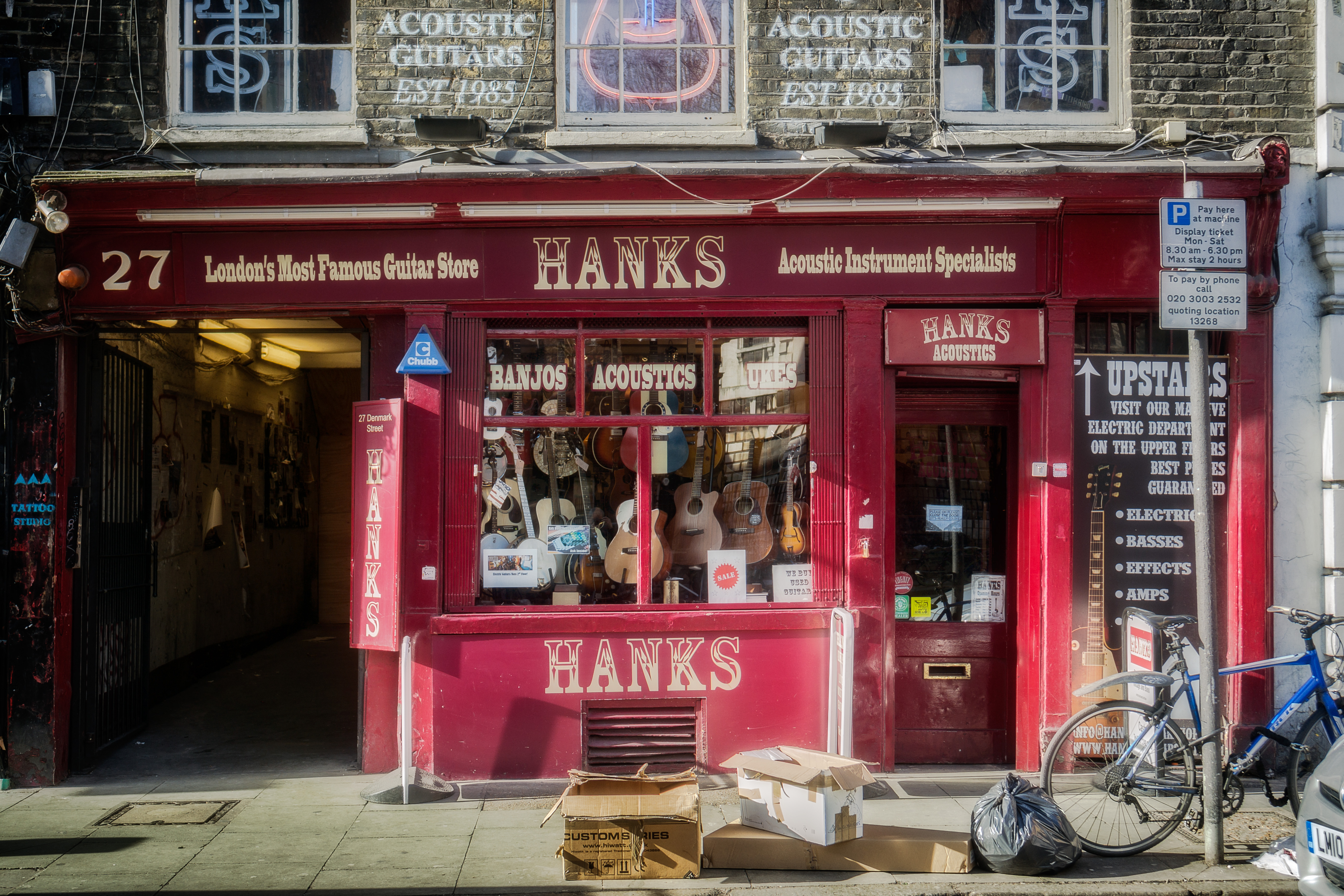
محل موسيقى تقليدي في شارع الدنمارك

ترايدنت استديوز كان مقرها في 17 شارع سانت آن كورت في سوهو، وكان استوديو تسجيل رئيسي في لندن. أسسه نورمان و باري شيفيلد في عام 1968، وأرادا التوسع من الاستوديو الصغير الذي كان لديهم فوق متجر الموسيقى الخاص بهم. أصبح ناجحًا على الفور بعد أن قررت فرقة البيتلز تسجيل العديد من أغاني «ذا وايت ألبوم» هناك، حيث كانت المرفق أفضل من استوديوهات آبي رود. كانت فرقة كوين في الأصل تدار من قبل شيفيلدز، وسجلت ألبوماتها الأربعة الأولى وصورت الفيديو لبوهيميان رابسودي في ترايدنت. ومن بين الفنانين الآخرين الذين سجلوا في ترايدنت ديفيد بوي وإلتون جون وفري وثين ليزي. تم إغلاقه كاستوديو تسجيل للأغراض العامة في عام 1981، ولكن منذ ذلك الحين أعيد فتحه بأشكال مختلفة، بما في ذلك تقديم خدمات الصوت والدمج للتلفزيون.

على الرغم من أنه من الناحية الفعلية لا يُعتبر جزءًا من سوهو، إلا أن شارع الدنمارك المجاور معروف بصلته بالموسيقى الشعبية البريطانية، ويُطلق عليه اسم زقاق تين بان البريطاني نظرًا لتركز الكثير من المتاجر التي تبيع الآلات الموسيقية. سجل كل من جيمي هندريكس ورولينج ستونز وديفيد بوي في استوديوهات في شارع الدنمارك وكتب إلتون جون أغنيته «يور سونج» في هذا الشارع. كانت بروفة ليد زبلين الأولى في عام 1968 في استوديو في قبو أحد البنايات في شارع جيرارد.

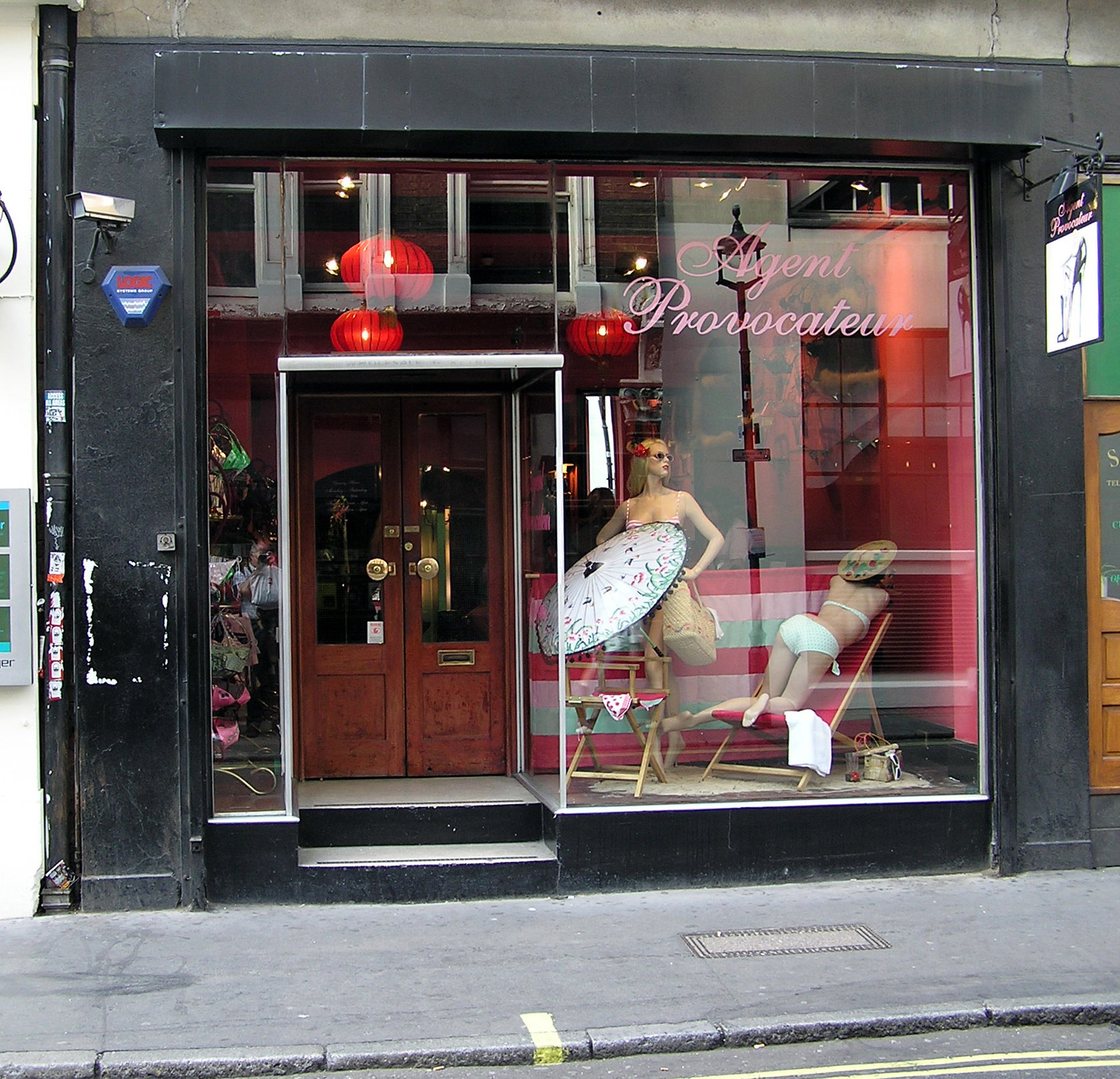
محل دعارة في سوهو

### صناعة الجنس
كانت منطقة سوهو في قلب صناعة الجنس في لندن لأكثر من 200 عام. بين عامي 1778 و 1801، كان المبنى الكائن في 21 ميدان سوهو موقعًا للبيت الأبيض، وهو بيت دعارة وصفه القاضي هنري مايهيو بأنه «مكان سيئ السمعة ذائع الصيت». قبل الحرب العالمية الأولى بوقت قصير، كانت هناك عصابتان متنافستان، إحداهما بقيادة تشان نان (يُطلق عليه أيضًا «تشانغ اللامع») والأخرى بقيادة إيدي مانينغ، تتحكمان في المخدرات والبغاء في سوهو. كلاهما تم القبض عليهما وسجن أفرادهما في نهاية المطاف؛ وتوفي مانينغ في منتصف الحكم بالسجن ثلاث سنوات في عام 1933. بعد الحرب العالمية الثانية، أقامت العصابات حلقات من البغايا في المنطقة، تركزت حول شارع بروير وشارع روبرت. كما زار المصورون المنطقة على أمل أن يتمكنوا من ابتزاز الأشخاص الذين يتم ضبطهم أثناء قيامهم بزيارة البغايا.

## في الأدب
توجد لوحة جدارية مفصلة في شارع برودويك عند تقاطع شارع كارنابي تصور شخصيات سوهو، بما في ذلك الكاتب ديلان توماس وعازف موسيقي الجاز جورج ميلي.
في الروايات الخيالية، الأديب روبرت لويس ستيفنسون جعل الدكتور هنري جيكل يُنشيء منزلاً لإدوارد هايد في سوهو في روايته، قضية الدكتور جيكل والسيد هايد الغريبة.[بحاجة لمصدر] أشار تشارلز ديكنز إلى سوهو في العديد من أعماله؛ في قصة مدينتين، تعيش لوسي مانيت ووالدها الدكتور ألكساندر مانيت في ميدان سوهو، بينما ورد ذكر جولدن سكويرفي نيكولاس نيكلبي، حيث يمتلك رالف نيكلبي منزلًا في الساحة، وتم وصف تمثال جورج الثاني في الوسط بأنه «حزين». استخدم جوزيف كونراد سوهو كمكان للعميل السري، وهو مهاجر فرنسي كان يدير متجرًا للمواد الإباحية. تدور أحداث رواية دوفي للمؤلف دان كافانا (جوليان بارنز) عام 1980 في سوهو.
تم ذكر مطعم لي هو فووكس، الذي كان يقع سابقًا في شارع جيرارد، في أغنية لوارين زيفون اسمها السمتذئبين في لندن (Werewolves of London). أغنية ذا هو اسمها "Pinball Wizard"، تحتوي على جملة «من سوهو وصولاً إلى برايتون، من المؤكد أني خدعتهم جميعًا»، في إشارة إلى المواقع التي يتردد عليها شخصية العنوان.
وصف الأديب كولن ولسن الحي في كتابه «ضياع في سوهو»، واعتبر أنها تمثل «الحياة الشهوانية الحيوانية في صورة حقيقية دقيقة واضحة» كما وصف «التشرد والضياع والتفاهة والعربدة والشذوذ والإجرام والإباحية الجنسية، وغير ذلك من الحياة التي يعيشها أهل سوهو.»

## أعلام
- إميليا أميرة بريطانيا العظمى
- تيم ارنولد

## معرض الصور

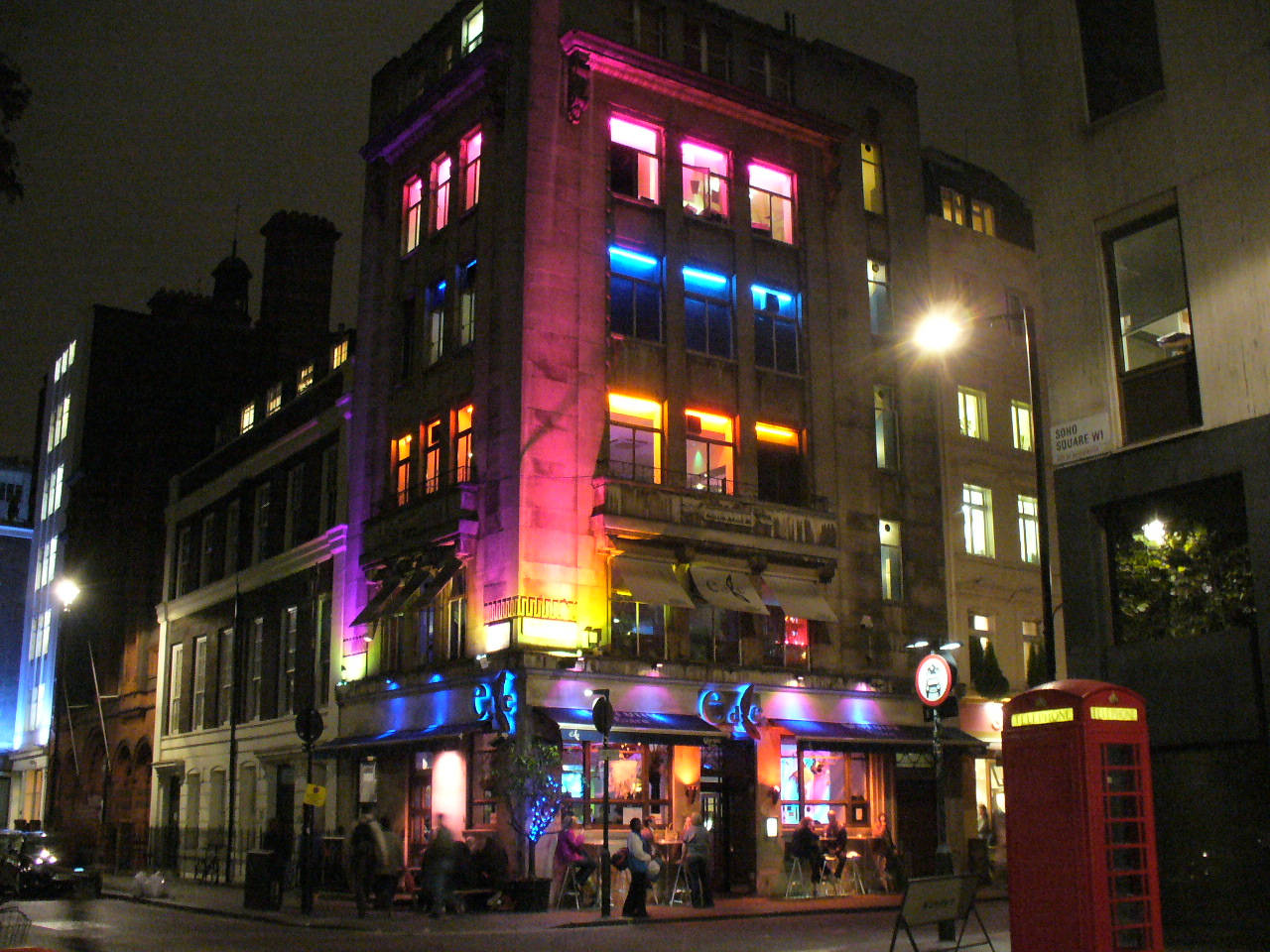
بار في سوهو
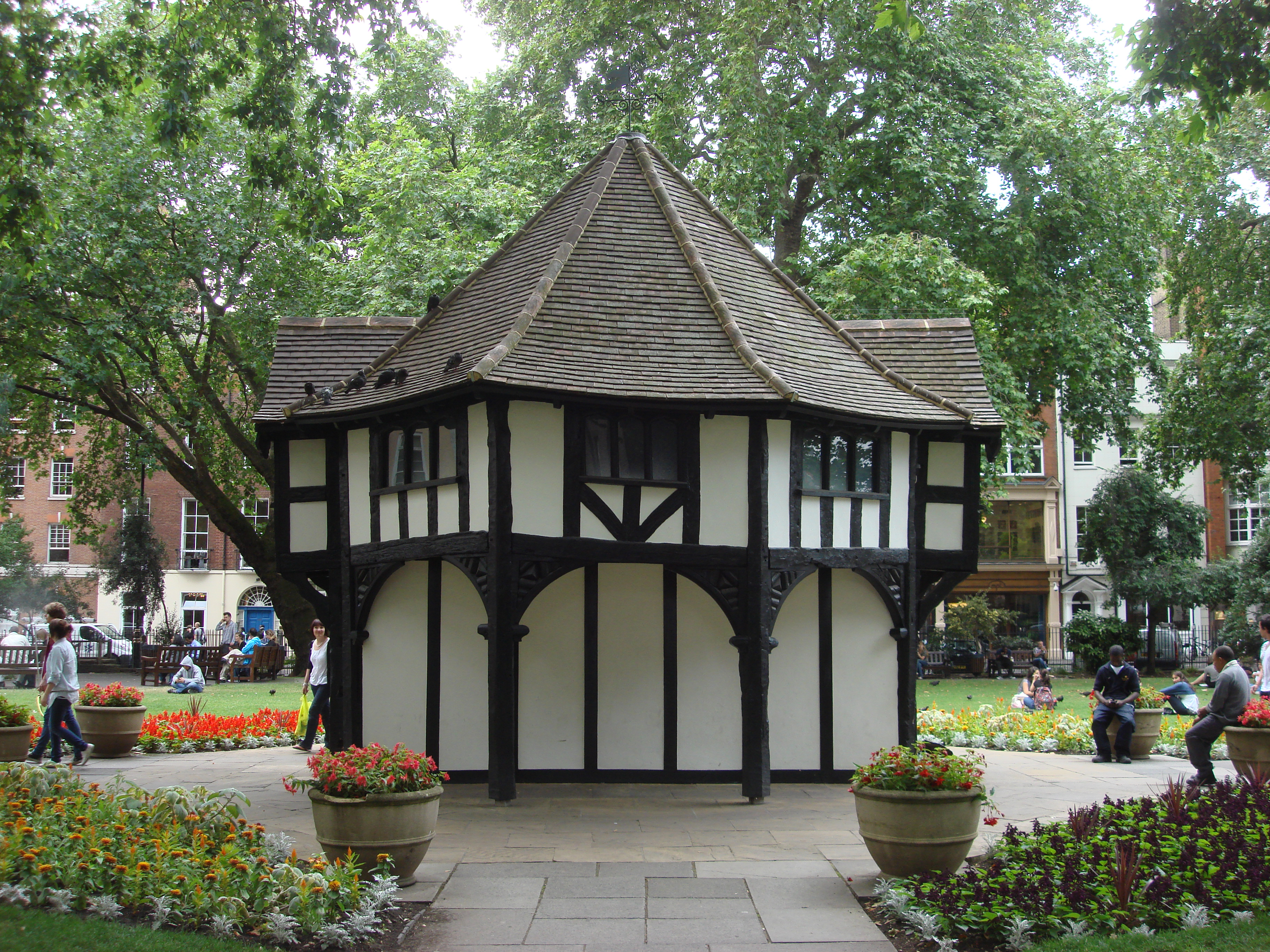
جاردنرز هت في ساحة سوهو
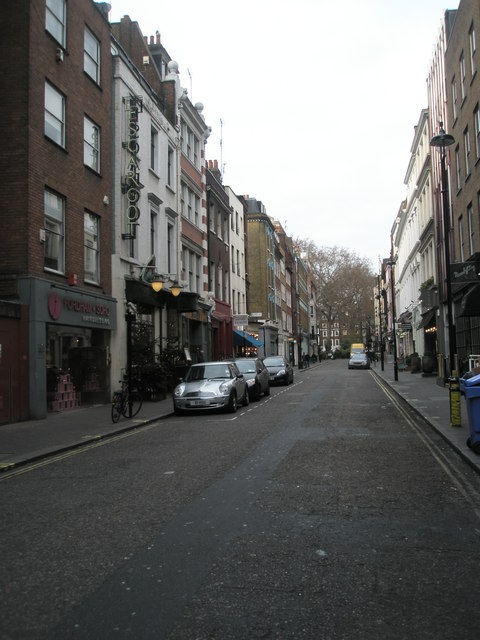
الشارع اليوناني
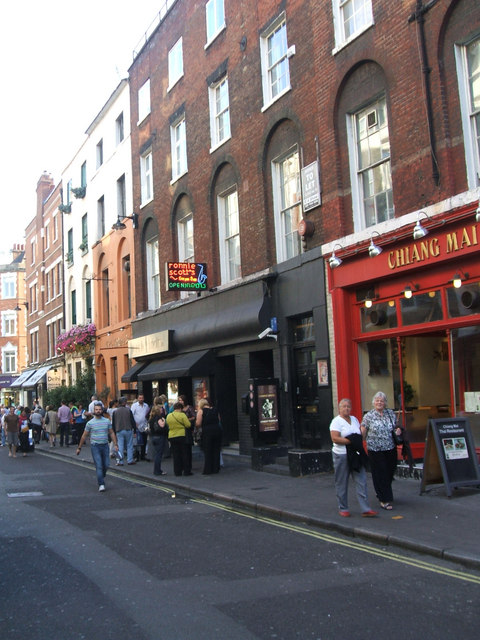
نادي جاز روني سكوت
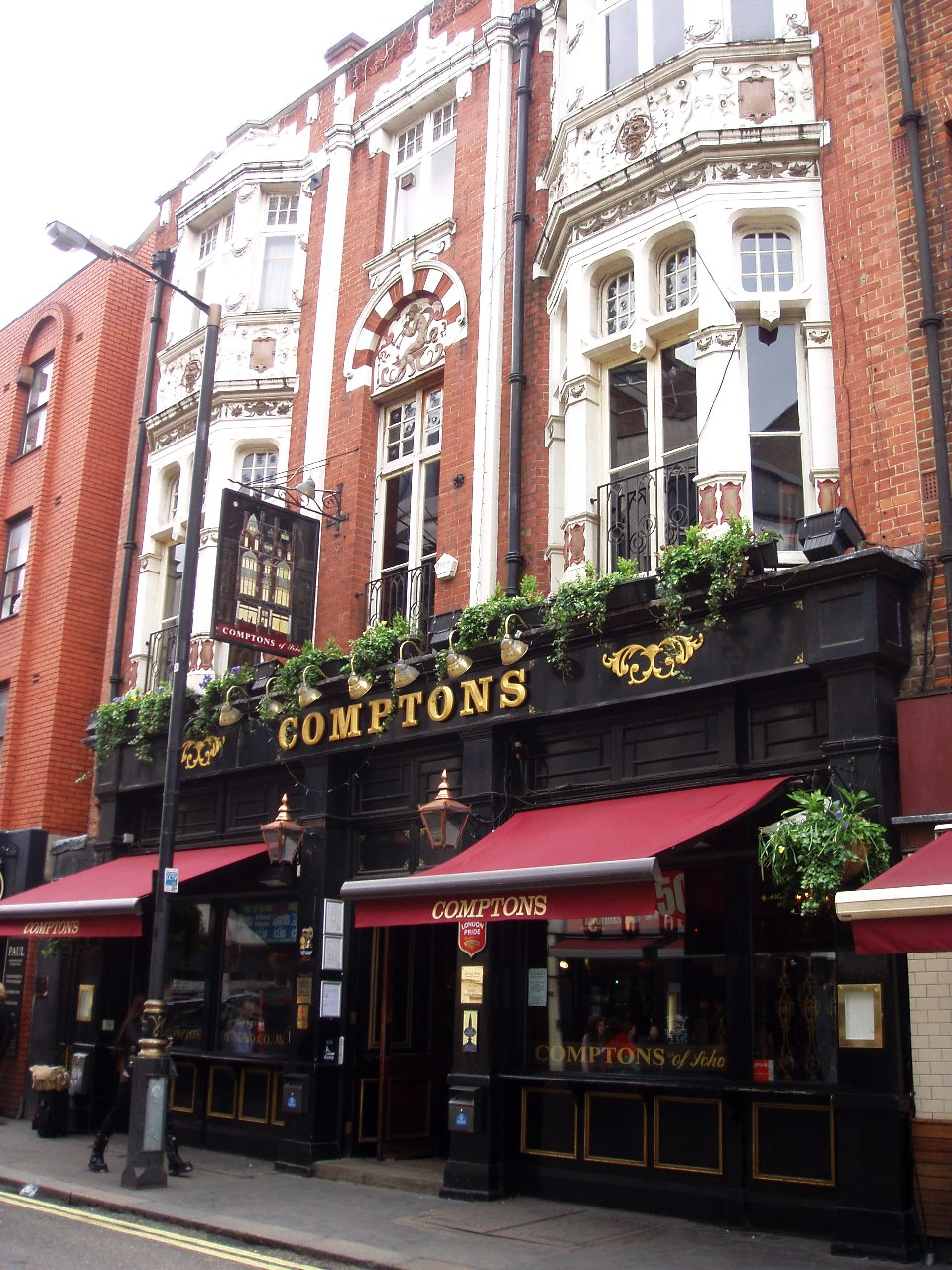
كومبتون بار للمثليين
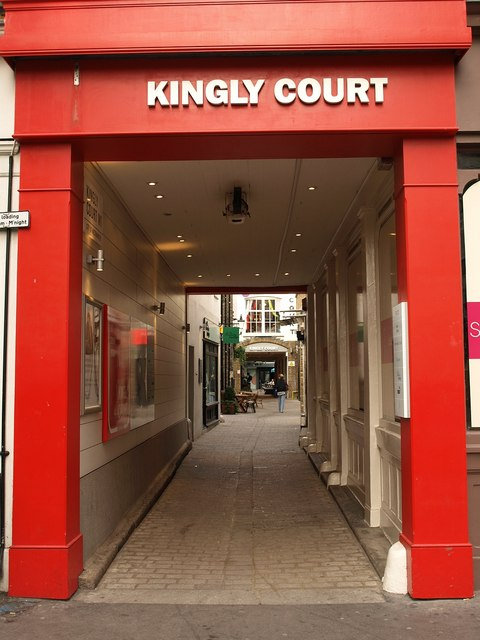
قاعة طعام كينجلي